# Toby Jones
Toby Edward Heslewood Jones (n. 7 septembrie 1966, Greater London, Anglia, Regatul Unit) este un actor englez.

## Filmografie

### Film
- 1992 Orlando, regia Sally Potter : Valet
- 1993 Naked, regia Mike Leigh : omul la barul de ceai
- 1993 Dropping the Baby, regia Spiro Kyriacou : Babyman (scurtmetraj)
- 1994 Triphony : omul la foc
- 1997 Numbertime Time : Tim (serial 10 episoade)
- 1998 Cousin Bette, regia Des McAnuff : bărbatul la Café des Artistes
- 1998 Les Misérables, regia Bille August : portarul
- 1998 Ever After, regia Andy Tennant : Royal page
- 1999 Simon Magus, regia Ben Hopkins : Buchholz
- 1999 Ioana d'Arc (The Messenger: The Story of Joan of Arc), regia Luc Besson : English judge

- 2000 Hotel Splendide, regia Terence Gross : Kitchen boy
- 2000 The Nine Lives of Tomas Katz, regia Ben Hopkins
- 2002 Harry Potter și Camera Secretelor (Harry Potter and the Chamber of Secrets) : Dobby the house elf (doar voce)
- 2004 Ladies in Lavender, regia Charles Dance : Hedley
- 2004 În căutarea Tărâmului de Nicăieri (Finding Neverland), regia Marc Forster : Smee
- 2005 Mrs Henderson Presents, regia Stephen Frears : Gordon
- 2006 Scandalos (Infamous)Truman Capote
- 2006 The Sickie : Douglas Knott
- 2006 Vălul pictat (The Painted Veil) : Waddington
- 2006 Scoop, regia Woody Allen
- 2007 Amazing Grace, regia Michael Apted : Duke of Clarence
- 2007 Nightwatching, regia Peter Greenaway : Gerard Dou
- 2007 Negura (The Mist), regia Frank Darabont : Ollie Weeks
- 2007 St Trinian's, regia Oliver Parker și Barnaby Thompson : Bursar
- 2008 Ember - Orașul din adâncuri (City of Ember), regia Gil Kenan
- 2008 Frost/Nixon - Il duello (Frost/Nixon), regia Ron Howard : Swifty Lazar
- 2008 W., regia Oliver Stone : Karl Rove
- 2009 Creation, regia Jon Amiel : Thomas Huxley
- 2009 St Trinian's 2: The Legend of Fritton's Gold, regia Oliver Parker și Barnaby Thompson : Bursar
- 2010 Sex & Drugs & Rock & Roll, regia Mat Whitecross : Hargreaves
- 2010 Harry Potter and the Deathly Hallows – Part 1 : Dobby the house elf : doar voce
- 2010 Virginia, regia Dustin Lance Black : Max

- 2011 Sua Maestà (Your Highness), regia David Gordon Green : Julie
- 2011 Căpitanul America: Primul Răzbunător (Captain America: The First Avenger), regia Joe Johnston : Arnim Zola[12]
- 2011 La talpa (Tinker Tailor Soldier Spy), regia Tomas Alfredson : Percy Alleline
- 2011 Marilyn (My Week with Marilyn), regia Simon Curtis : Arthur P. Jacobs
- 2011 Aventurile lui Tintin: Secretul Licornului (The Adventures of Tintin), regia Steven Spielberg : Aristides Silk[13]
- 2012 Red Lights, regia Rodrigo Cortés : Dr Paul Shackleton
- 2012 Hunger Games (The Hunger Games), regia Gary Ross : Claudius Templesmith[14] ()
- 2012 Albă ca zăpada și vânătorul (Snow White and the Huntsman), regia Rupert Sanders : Coll
- 2012 Berberian Sound Studio, regia Peter Strickland : Gilderoy
- 2013 Leave to Remain, regia Bruce Goodison : Mr. Nigel
- 2013 Jocurile foamei: Sfidarea (The Hunger Games: Catching Fire), regia Francis Lawrence : Claudius Templesmith
- 2014 Muppets 2 - Ricercati (Muppets Most Wanted), regia James Bobin
- 2014 By the Gun, regia James Mottern : Jerry
- 2014 Căpitanul America: Războinicul iernii (Captain America: The Winter Soldier), regia Anthony și Joe Russo : Arnim Zola
- 2014 Serena, regia Susanne Bier : Sheriff McDowell
- 2015 Il racconto dei racconti - Tale of Tales, regia Matteo Garrone : King of Highhills
- 2015 L'uomo che vide l'infinito (The Man Who Knew Infinity), regia Matthew Brown : John Littlewood
- 2016 Dad's Army, regia Oliver Parker : Captain Mainwaring
- 2016 Morgan, regia Luke Scott : Dr Simon Ziegler
- 2016 Kaleindoscope, regia Rupert Jones : Carl
- 2016 Missione Anthropoid (Anthropoid), regia Sean Ellis
- 2017 Atomic Blonde: Agenta sub acoperire (Atomic Blonde), regia David Leitch : Eric Gray
- 2017 Happy End, regia di Michael Haneke : Lawrence Bradshaw
- 2017 1918 - I giorni del coraggio (Journey's End), regia Saul Dibb : Mason
- 2017 Omul de zăpadă (The Snowman), regia Tomas Alfredson : Svenson
- 2017 Zoo - Un amico da salvare (Zoo), regia Colin McIvor : Security Guard Charlie
- 2019 First Cow, regia Kelly Reichardt

- 2021 Infinit, regia Antoine Fuqua
- 2022 The Pale Blue Eye - I delitti di West Point (The Pale Blue Eye), regia Scott Cooper
- 2023 Tetris, regia Jon S. Baird
- 2023 Indiana Jones și cadranul destinului (Indiana Jones and the Dial of Destiny), regia James Mangold
- 2024 The Instigators, regia Doug Liman

### Televziune
| An        | Titlu                                 | Rol                       | Note |
| --------- | ------------------------------------- | ------------------------- | --- |
| 1993      | Lovejoy                               | Sgt. Protheroe            | Episodul: "Pig in a Poke" |
| 1994      | Cadfael                               | Griffin                   | Episodul: "The Sanctuary Sparrow" |
| 1995      | Performance                           | Wart                      | Episodul: "Henry IV" |
| 1996      | Death of a Salesman                   | Waiter                    | Film de televiziune |
| 1998      | Out of Hours                          | Martin Styles             | Miniseries |
| 1999      | Underground                           | Beast                     | Film de televiziune |
| 1999      | Aristocrats                           | Ste Fox                   | 4 episoade |
| 1999–2000 | Midsomer Murders                      | Dan Peterson              | 4 episoade |
| 2001      | The Way We Live Now                   | Squercum                  | Serial |
| 2001      | Victoria & Albert                     | Edward Oxford             | Serial |
| 2001      | In Love and War                       | Bolo                      | Film de televiziune |
| 2001      | Love or Money                         | Phil                      | Film de televiziune |
| 2002      | 15 Storeys High                       | Obsessive-compulsive man  | Episodul: "Ice Queen" |
| 2005      | Coming Up                             | Simon                     | Episodul: "Loving Ludmilla" |
| 2005      | Elizabeth                             | Robert Cecil              | Miniseries |
| 2006      | A Harlot's Progress                   | William Hogarth           | Film de televiziune |
| 2007      | The Old Curiosity Shop                | Daniel Quilp              | Film de televiziune |
| 2007      | The Last Detective                    | Bennett                   | Episodul: "A Funny Thing Happened on the Way to Willesden" |
| 2008      | Terry Pratchett's The Colour of Magic | Wizardry order head       | |
| 2010      | Mo                                    | Dr Mark Glaser            | Film de televiziune |
| 2010      | Doctor Who                            | The Dream Lord            | Episodul: "Amy's Choice" |
| 2010      | Agatha Christie's Poirot              | Samuel Rachett            | Episodul: "Murder on the Orient Express" |
| 2011      | Christopher and His Kind              | Gerald Hamilton           | Film de televiziune |
| 2012      | Titanic                               | John Batley               | Miniseries |
| 2012      | The Girl                              | Alfred Hitchcock          | Nominalizare – British Academy Television Award for Best Actor Nominalizare – Critics' Choice Television Award for Best Movie/Miniseries Actor Nominalizare – Golden Globe Award for Best Actor Miniseries or Film de televiziune Nominalizare – Primetime Emmy Award for Outstanding Lead Actor in a Miniseries or a Movie |
| 2013      | Murder on the Victorian Railway       | Narrator                  | Film de televiziune |
| 2013      | Words of Everest                      | Jan Morris                | |
| 2014      | Marvellous                            | Neil Baldwin              | Nominalizare – Royal Television Society Programme Award for Best Actor Nominalizare – British Academy Television Award for Best Actor |
| 2014–2017 | Detectorists                          | Lance Stater              | 19 episoade Nominalizare – British Academy Television Award for Best Male Comedy Performance |
| 2015      | Wayward Pines                         | David Pilcher/Dr. Jenkins | 15 episoade Pending – Saturn Award for Best Supporting Actor on Television |
| 2015      | Agent Carter                          | Arnim Zola                | Episodul: "Valediction" |
| 2015      | Capital                               | Roger Yount               | Miniseries |
| 2015      | The Last Days Of...                   | Narrator                  | 4 episoade |
| 2016      | The Secret Agent                      | Anton Verloc              | Three-part miniseries |
| 2016      | The Witness for the Prosecution       | John Mayhew               | Two-part miniseries |
| 2017      | Sherlock                              | Culverton Smith           | Episodul: "The Lying Detective" |

## Premii și nominalizări
| An   | Titlu                           | Rol           | Note |
| ---- | ------------------------------- | ------------- | --- |
| 2006 | Scandalos (Infamous)            | Truman Capote | London Film Critics' Circle Award for British Actor of the Year                                                                                |
| 2006 | Vălul pictat (The Painted Veil) | Waddington    | Nominalizare – London Film Critics' Circle Award for British Supporting Actor of the Year                                                      |
| 2012 | Berberian Sound Studio          | Gilderoy      | BIFA Award for Best Performance by an Actor in a British Independent Film London Film Critics' Circle Award for Best British Actor of the Year |